# Muzeum Powiśla Dąbrowskiego w Dąbrowie Tarnowskiej
Muzeum Powiśla Dąbrowskiego w Dąbrowie Tarnowskiej – muzeum położone w Dąbrowie Tarnowskiej. Placówka była gminną jednostką organizacyjną. 
Muzeum powstało w 1983 roku z inicjatywy Towarzystwa Przyjaciół Ziemi Dąbrowskiej oraz Dąbrowskiego Domu Kultury. Początkowo działało w strukturach Domu Kultury, a następnie – w latach 2002–2012 – Miejskiej Biblioteki Publicznej (ul. Polna 13). Od 2012 zostało przeniesione i włączone w struktury Ośrodka Spotkania Kultur w Dąbrowie Tarnowskiej. Siedziba Ośrodka mieści się w zrewitalizowanej w 2012 roku byłej synagodze chasydzkiej, ul. Berka Joselewicza 6. 
Ekspozycja muzealna obejmuje zbiory:
- archeologiczne i historyczne, na które składają się m.in. przedmioty kultury łużyckiej oraz pamiątki z okresu II wojny światowej (wśród nich szczątki bombowca Halifax, który rozbił się w pobliżu Dąbrowy w 1944 roku). Osobną wystawę stanowią eksponaty związane z historią miasta (Dąbrowiana),
- etnograficzne, obrazujące życie codzienne dawnej wsi Powiśla Dąbrowskiego,
- sztuki, na które składają się m.in. zbiory twórczości ludowej z okolic Zalipia oraz obraz autorstwa Felicji Curyłowej.

Muzeum jest obiektem całorocznym, czynnym od wtorku do soboty.